# Cim de Coma Morera
El Cim de Coma Morera és una muntanya de 2.208 metres que es troba en el punt de trobada dels termes comunals de Palau de Cerdanya i Vallcebollera, a la comarca de l'Alta Cerdanya, i municipal de Toses, a la del Ripollès.
Està situat a l'extrem sud-est del terme de Palau de Cerdanya, al sud-oest del de Vallcebollera i al nord del de Toses. A més, és molt a prop del terme comunal d'Oceja. És al nord-est del Coll de Sant Salvador i al sud-est del Coll de la Bassa.
El Cim de Coma Morera és un lloc de pas freqüent de les rutes excursionistes o en Bicicleta Tot Terreny d'aquest sector dels Pirineus.